# Paleiska ytan

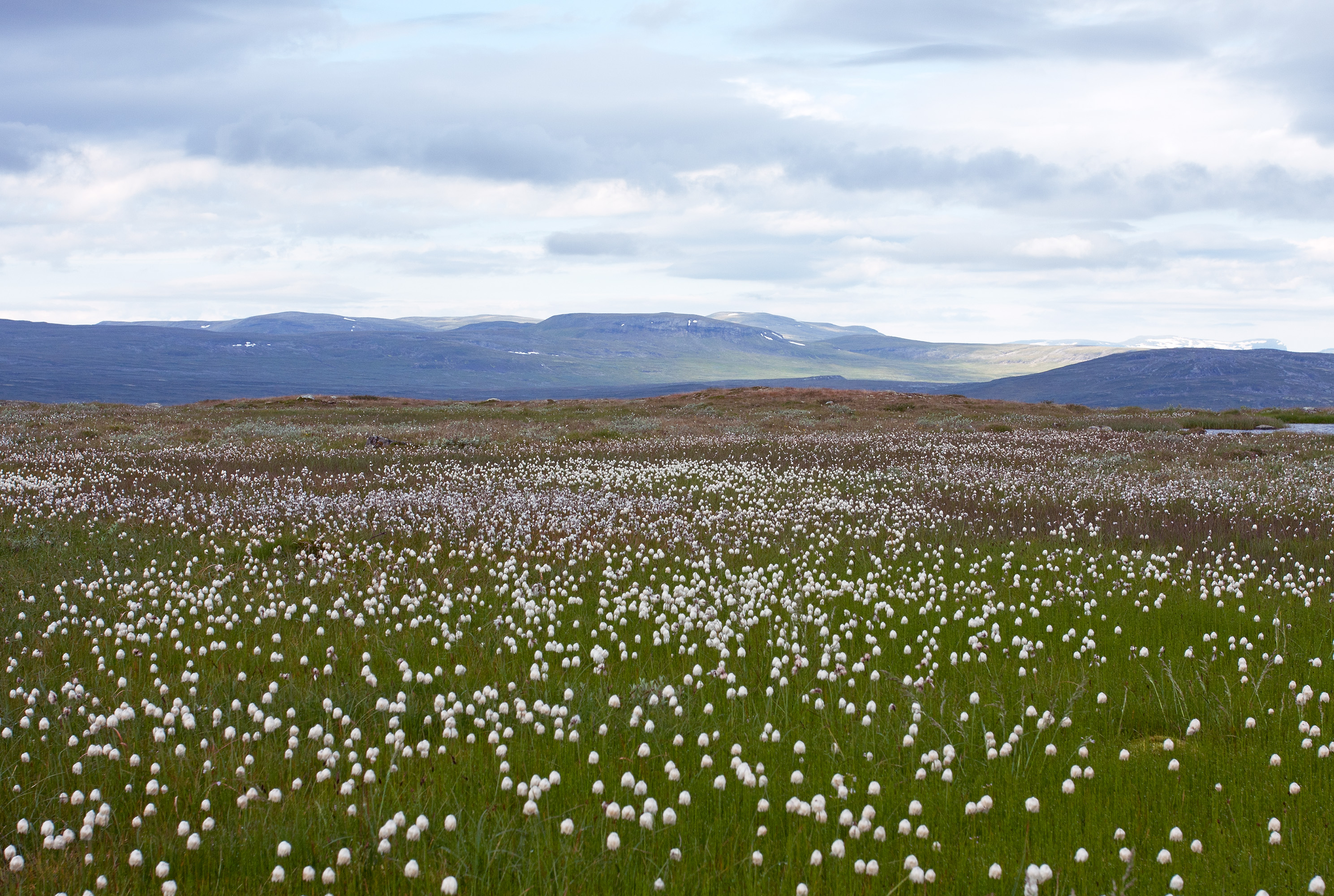
Högslätten Hardangervidda är del av den paleiska ytan.

Den paleiska ytan (från grekiskans palaios som betyder gammal) är ett samlingsnamn på slätterna och det svagt kuperade landskap som återfinns främst i södra Norges inland. Denna yta kan ställas i kontrast till det djupt inskurna dal- och fjordlandskap som finns i andra delar av Norge. Den paleiska ytan uppstod huvudsakligen före de kvartära istiderna. Delar av paleiska ytan motsvaras av subkambriska peneplanet och Muddusslätterna i Norrland.